# Манукян, Мелик Сарибекович
Мели́к Сарибе́кович Манукя́н (арм. Մելիք Մանուկյան, 5 мая 1955, село Саранист, Абовян, Армянская ССР) — армянский политический и государственный деятель, экономист.
Окончил Свердловский институт народного хозяйства в Екатеринбурге (Россия) в 1993 году. Кандидат экономических наук.

## Биография
В 1973—1975 гг. служил в армии.
В 1975—1989 — на заводе «Армхрусталь» (Арзни), с 1989 — учредитель и директор, председатель ООО «Саранист». Член советов союза предпринимателей и промышленников и Торговопромышленной палаты Армении.
В 2003—2006 — был депутатом парламента. Член постоянной комиссии по финансово-кредитным, бюджетным и экономическим вопросам. Член партии «Оринац Еркир».